# عملیات نصر ۴
عملیات نصر ۴ عملیات نظامی نیمه‌گسترده نیروهای مسلح ایران، در خلال جنگ ایران و عراق بود، که با فرماندهی سپاه پاسداران و مشارکت نیروهای پیشمرگه، بر ضد نیروهای ارتش عراق در اقلیم کردستان عراق انجام شد. این عملیات در ۳۱ خرداد ۱۳۶۶ در منطقه ماووت، عراق آغاز شد و در ۵ تیر ۱۳۶۶ با پیروزی نیروهای ایرانی و تصرف شهر ماووت به پایان رسید.